# Zaghouan (delegación)
Zaghouan es una delegación de la gobernación de Zaghouan en Túnez. En abril de 2014 tenía una población censada de 38 445 habitantes.
Se encuentra ubicada al noreste del país, cerca del litoral del mar Mediterráneo) y de la capital del país, la ciudad de Túnez.